# Sydafrika ved sommer-OL 2016
Sydafrika deltog ved Sommer-OL 2016 i Rio de Janeiro som blev arrangeret i perioden 5. august til 21. august 2016.

## Medaljer
| 2016 Rio de Janeiro | Guld | Sølv | Bronze | Total |
| Slovenien           | 2    | 6    | 2      | 10    |

### Medaljevinderne
| Sydafrika under sommer-OL 2016 i Rio de Janeiro | Sydafrika under sommer-OL 2016 i Rio de Janeiro | Sydafrika under sommer-OL 2016 i Rio de Janeiro | Sydafrika under sommer-OL 2016 i Rio de Janeiro | Sydafrika under sommer-OL 2016 i Rio de Janeiro |
| Medalje                                         | Navn | Sport                                           | Event                                           | Dato                                            |
| ----------------------------------------------- | --- | ----------------------------------------------- | ----------------------------------------------- | ----------------------------------------------- |
| Guld                                            | Wayde van Niekerk | Atletik                                         | Mændenes 400 m                                  | 14. august                                      |
| Guld                                            | Caster Semenya | Atletik                                         | Kvindernes 800 m                                | 20. august                                      |
| Sølv                                            | Cameron van der Burgh | Svømning                                        | Mændenes 100 m brystsvømning                    | 7. august                                       |
| Sølv                                            | Chad le Clos | Svømning                                        | Mændenes 200 m freestyle                        | 8. august                                       |
| Sølv                                            | Lawrence Brittain Shaun Keeling | Roning                                          | Toer uden styrmand                              | 11. august                                      |
| Sølv                                            | Chad le Clos | Svømning                                        | Mændenes 100 m butterfly                        | 12. august                                      |
| Sølv                                            | Luvo Manyonga | Atletik                                         | Mændenes længdespring                           | 13. august                                      |
| Sølv                                            | Sunette Viljoen | Atletik                                         | Kvindernes spudkast                             | 18. august                                      |
| Bronze                                          | Sydafrikas rygbyhold \| Dylan Sage \| \| Cheslin Kolbe \| \| \| \| Philip Snyman \| \| Roscko Speckman \| \| \| \| Tim Agaba \| \| Justin Geduld \| \| \| \| Kwagga Smith \| \| Cecil Afrika \| \| \| \| Werner Kok \| \| Seabelo Senatla \| \| \| \| Kyle Brown \| \| Juan de Jongh \| \| \| \| \| \| Francois Hougaard \| \| \| | Rugby                                           | Mændenes turnering                              | 11. august                                      |
| Bronze                                          | Henri Schoeman | Triatlon                                        | Mændenes triatlon                               | 18. august                                      |
| Dylan Sage                                      | | Cheslin Kolbe                                   |                                                 |                                                 |
| Philip Snyman                                   | | Roscko Speckman                                 |                                                 |                                                 |
| Tim Agaba                                       | | Justin Geduld                                   |                                                 |                                                 |
| Kwagga Smith                                    | | Cecil Afrika                                    |                                                 |                                                 |
| Werner Kok                                      | | Seabelo Senatla                                 |                                                 |                                                 |
| Kyle Brown                                      | | Juan de Jongh                                   |                                                 |                                                 |
|                                                 | | Francois Hougaard                               |                                                 |                                                 |